# Closer to God (Album)
Closer to God (englisch Näher zu Gott) ist das sechste Album der Funeral-Doom-Band Pantheist. Es entstand unter Lockdown-Bedingungen als multinationales Projekt einer neuen Bandbesetzung und wurde am 3. Dezember 2021 über Melancholic Realm Productions veröffentlicht.

## Geschichte
Nach der Veröffentlichung von Seeking Infinity und der Promotion des Albums zog der Bandbegründer Kostas Panagiotou nach Südwales und der Schlagzeuger Daniel Neagoe zurück nach Rumänien. Der Bassist Aleksej Obradović, ebenso wie der Gitarrist Frank Allain, verließen ebenfalls die Band, womit Panagiotou als einzig verbleibendes Mitglied in der Band verblieb. Im Zuge dieser Reduzierung und um das zwanzigjährige Jubiläum der Band zu würdigen, veröffentlichte Panagiotou im Jahr 2020 die Single De Regen Voorbij, die Kompilation alternativer Aufnahmen Alternative Pantheïsm und das Live-Album Live at St Giles, London, das einen Auftritt aus dem Jahr 2011 dokumentiert. Durch den Mangel an Mitgliedern und durch die Maßnahmen im Vereinigten Königreich, die der Eindämmung der COVID-19-Pandemie entgegenwirken sollten, ließ Panagiotou Pantheist als Live-Entität pausieren. Kostas Panagiotou formierte anstelle dessen eine neue internationale Besetzung, um das sechste Album aufzunehmen, ohne den Zwang, mit der Band live in Erscheinung zu treten. Der Gitarrist Jeremy Lewis sowie der Schlagzeuger John Devos lebten in den Vereinigten Staaten, der Gitarrist Frederic Laborde in Frankreich und der Bassisten Matt Strangis in Wales. In dieser multinationalen Besetzung entstand das Album zwischen 2019 und 2021 im virtuellen Austausch an unterschiedlichen Orten. Die Zusammenarbeit empfand Panagiotou als erfrischende und bereichernde Erfahrung. Abgemischt wurde das Album von Lewis, gemastert von Greg Chandler in den Priory Recording Studios.

## Albuminformationen
Das am 3. Dezember 2021 veröffentlichte Closer to God ist das sechste Studioalbum der Band. Wie das vorherige Seeking Infinity erschien es über Panagiotous Label Melancholic Realm Productions als CD und am 24. Juni 2022 über The Vinyl Division als LP. Die Gestaltung des Begleitmaterials übernahm erneut Cheryl Panagiotou. Musikalisch verwies Kostas Panagiotou auf diverse Einflüsse vor deren Hintergrund aber Closer to God trotz der Neubesetzung und Einflüsse „vor allem ein Pantheist-Album“ bleiben sollte, dass „nach ein paar Akkorden“ bereits als solches erkennbar ist. Mit einer Spieldauer von 47:41 Minuten und vier separaten Titeln ist es das bis dahin kürzeste Album der Gruppe.

### Titelliste
1. Strange Times: 23:47
2. Erroneous Elation: 4:10
3. Wilderness: 12:59
4. Of Stardust We Are Made (and to Dust We Shall Return): 6:44

### Stil
Pantheist kombinieren auf Closer to God „Eleganz und Leere“ des Funeral Doom mit der Tradition von Science-Fiction-Soundtracks oder des Artrock Chöre mit kosmischen Themen zu kombinieren. Die Basis der Musik wird weiterhin im Funeral Doom verortet, dabei wird der Musik eine epische und cineastische Atmosphäre zugesprochen. Ennio Morricone und Computerspiel-Soundtracks werden, neben Katatonia, Shape of Despair und Type O Negative von Panagiouto als Einfluss genannt.
Der Funeral Doom Metal, mit knurrendem Growling, langsamen und schweren Gitarren, die die Orgel begleiten, und gemächlichen Schlagzeugspiel dient den Experimenten und Entwicklungen stets als ein Angelpunkt zu und von dem die Musik sich entfalten kann. Die bei der Band üblichen Chöre und Orgelpassagen blieben der Musik von Pantheist erhalten. Mitunter orientiert sich der Chorgesang dabei diesmal an der von Morricone gestalteten Filmmusik. Der Gesang variiert allerdings zu gutturalem Growling und klagendem Klargesang. Verzerrtes und tief gestimmtes Doom-Metal-Riffing wird durch Soli einer melodisch gespielten Leadgitarre ergänzt.
Das Album besitzt neben dem musikalischen einen thematischen roten Faden, in der Betrachtung „wie wir uns als Menschheit auf unsere Zerstörung zubewegen“.

## Wahrnehmung
Das Album wurde „als das sanfteste und sogar kontemplativste“ der Gruppe wahrgenommen und so als „kosmische, bewusstseinserweiternde Reise“ besprochen. Mit einer so „einzigartigen Vision“ vom „Glaube und Anspruch an die Urverbundenheit mit der Natur“ sei es „eines der besten Metal-Alben des Jahres 2021“.

„Closer to God is a thing of rare refinement and elegance, but it sacrifices none of its visceral power for that. Everyone who appreciates heavy, progressive music and intense emotional experiences should listen to it.“

„Closer to God ist ein Objekt von seltener Raffinesse und Eleganz, und dafür opfert es nichts von seiner viszeralen Kraft. Jeder, der harte, progressive Musik und intensive emotionale Erlebnisse schätzt, sollte es hören.“